# 684
Năm 684 là một năm trong lịch Julius.

## Sự kiện
- Vũ thái hậu thao túng triều đình nhà Đường ở Trung Quốc, phế truất Đường Trung Tông và lập người em Trung Tông là Đường Duệ Tông lên ngôi